# Base (Ruanda)
Base è un settore (imirenge) del Ruanda, parte della Provincia Settentrionale e del distretto di Rulindo.